# Pele-Haar

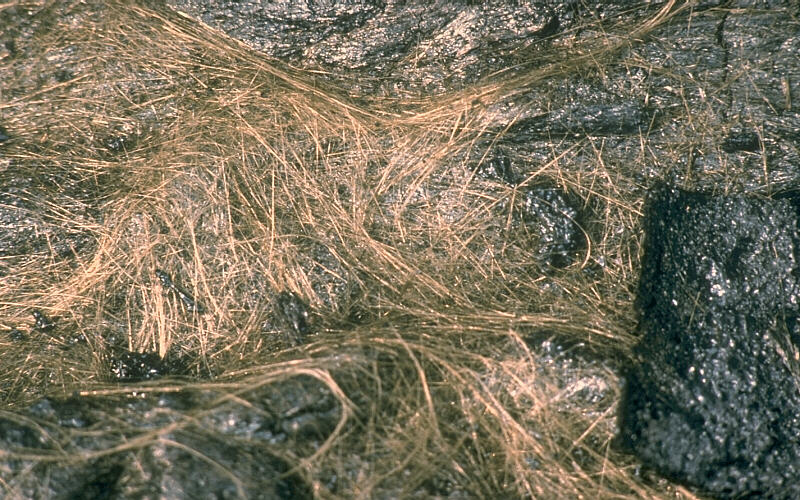
Pele-Haar am Kīlauea auf Hawaii

Pele-Haar oder auch Haar der Pele (hawaiisch lauoho o Pele, tahitisch rouru o pere) bezeichnet dünne Fäden vulkanischen Glases, die bei Vulkanausbrüchen aus basaltischer Lava entstehen, wenn sie von Winden verweht und langgezogen werden.
Die Fasern können über einen Meter lang werden und sind vergleichbar mit Basalt- und Glasfasern. Ihre goldene Farbe erinnert an menschliches Haar, weshalb sie nach Pele benannt sind, der hawaiischen Göttin des Feuers und der Vulkane, die der Mythologie zufolge im Vulkan Kīlauea lebt. In Island wird das Material als Nornahár (Nornenhaar oder Hexenhaar) bezeichnet. Pele-Haar stellt eine natürliche Variante der Mineralwolle dar.
Die einzelnen Fäden werden leicht vom Wind verweht und können an Hindernissen größere Ablagerungen bilden.
Der Tropfen, dem die Faser entstammt, ist als Pele-Träne bekannt (auch: Peles Träne, Träne der Pele). Er kann oft noch an einem Strangende entdeckt werden oder sich, nachdem das Haar abgebrochen ist, in Vertiefungen ansammeln.

## Sicherheitshinweise
Pele-Haar ist spröde und spitze Splitter können leicht in die Haut eintreten. Es wird daher empfohlen, es nicht mit bloßen Händen zu berühren, sondern beim Umgang mit Pele-Haar Handschuhe zu tragen.

## Bildergalerie

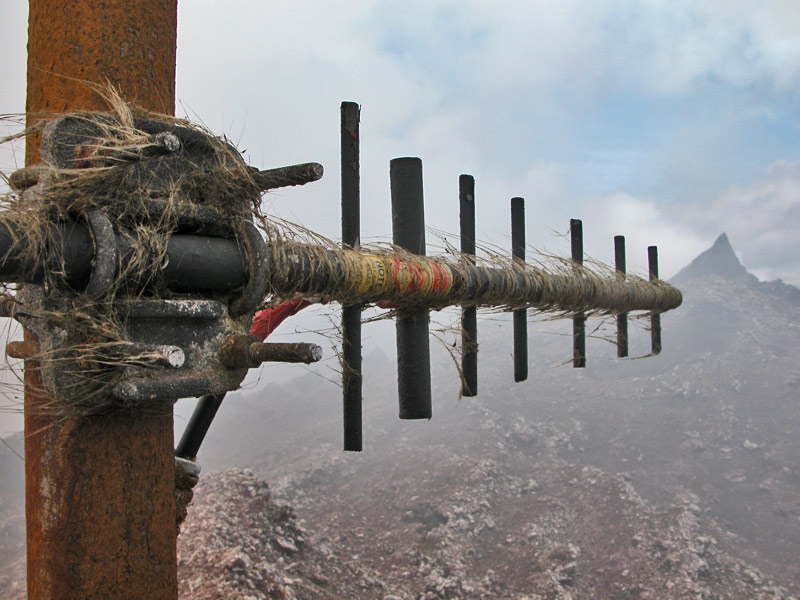
Pele-Haar, das sich an der Antenne einer Mess-Station am Puʻu ʻŌʻō verfangen hat
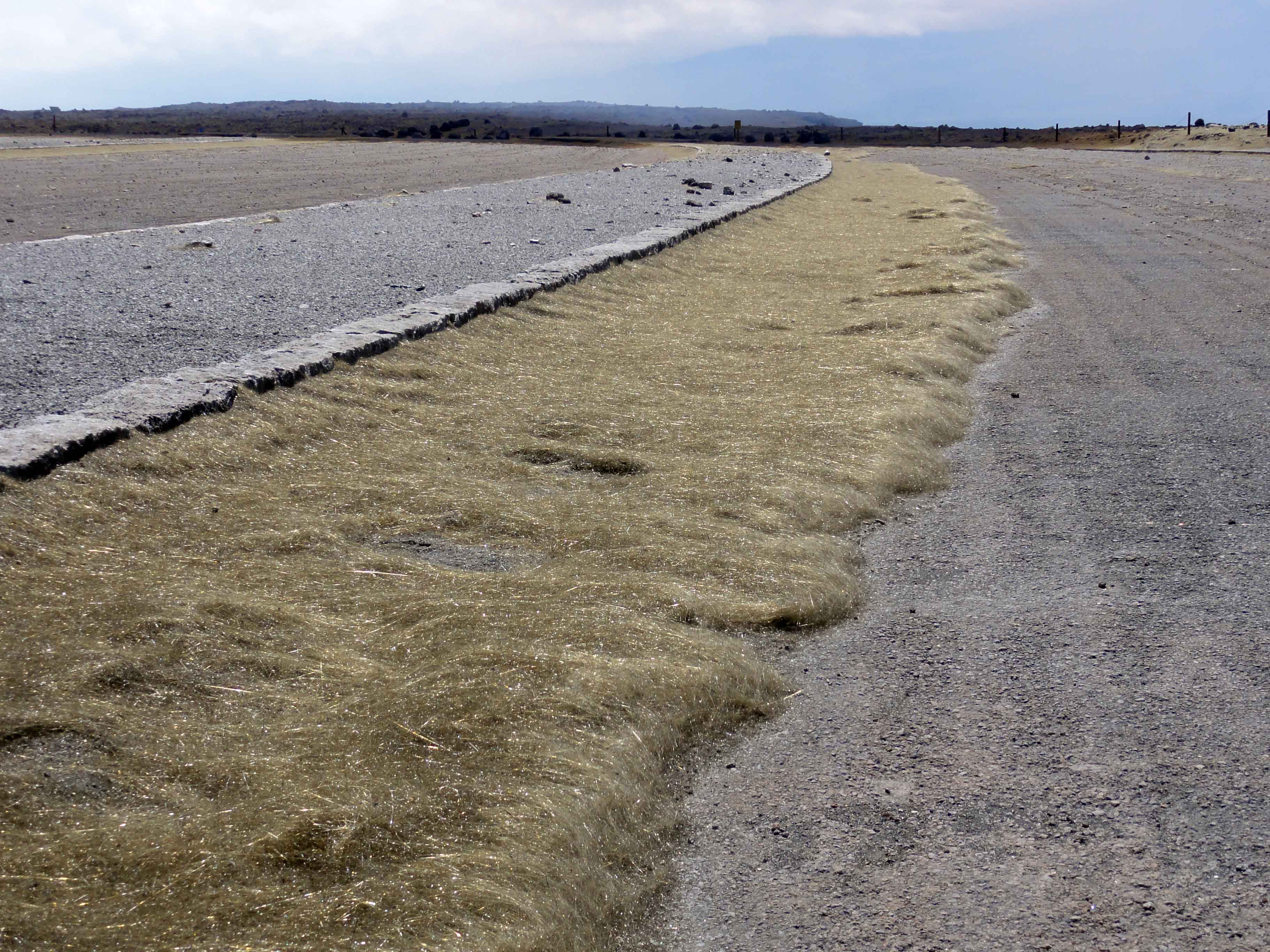
Ablagerung von Peles Haar an der Bordsteinkante eines Parkplatzes südlich des Halemaʻumaʻu-Kraters (2018 im Krater verschüttet)
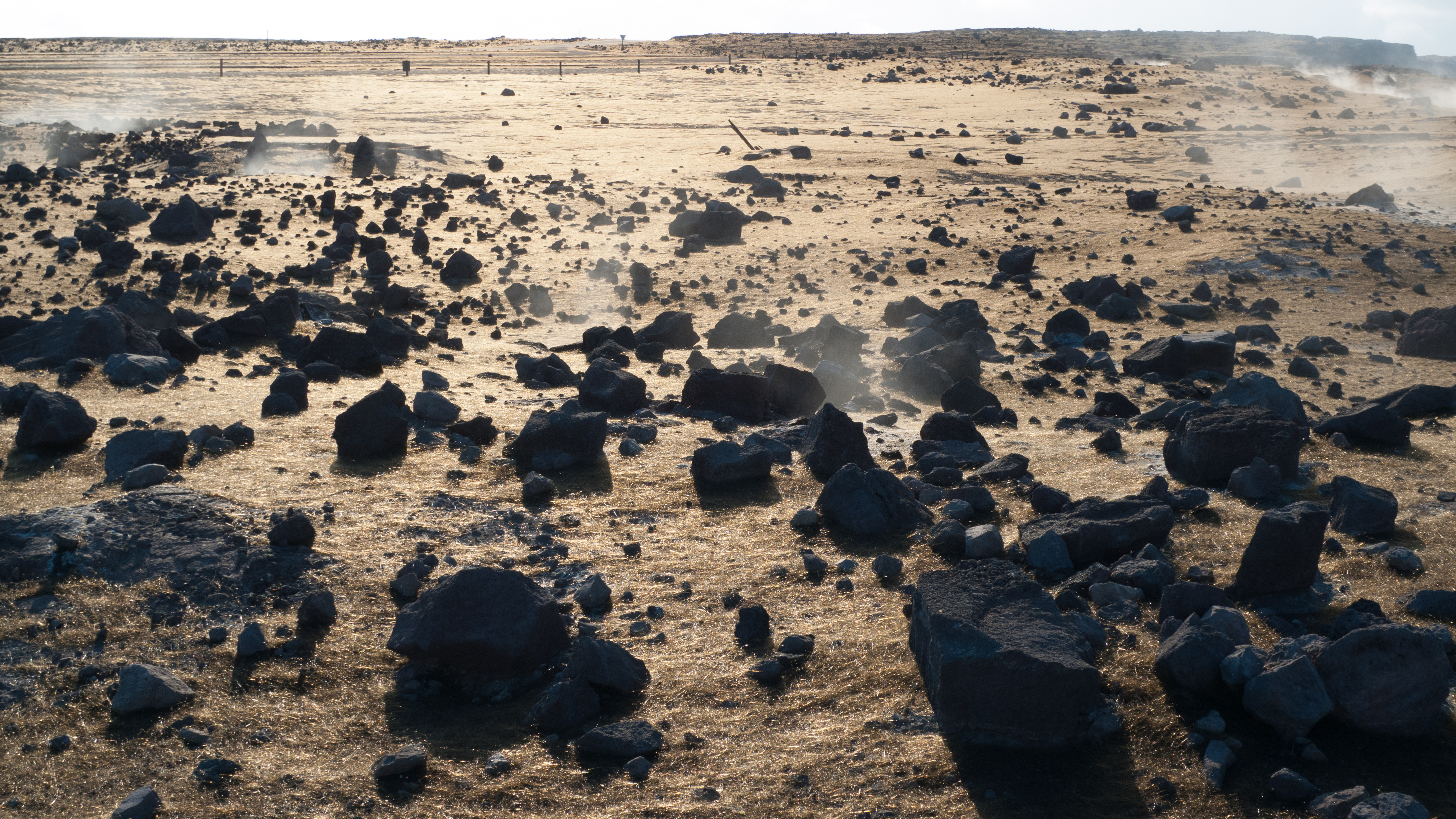
Nahezu vollständig mit Peles Haar bedecktes Areal unweit des Halemaʻumaʻu-Kraters (Ausnahme: größere Lapilli und Lavabomben)
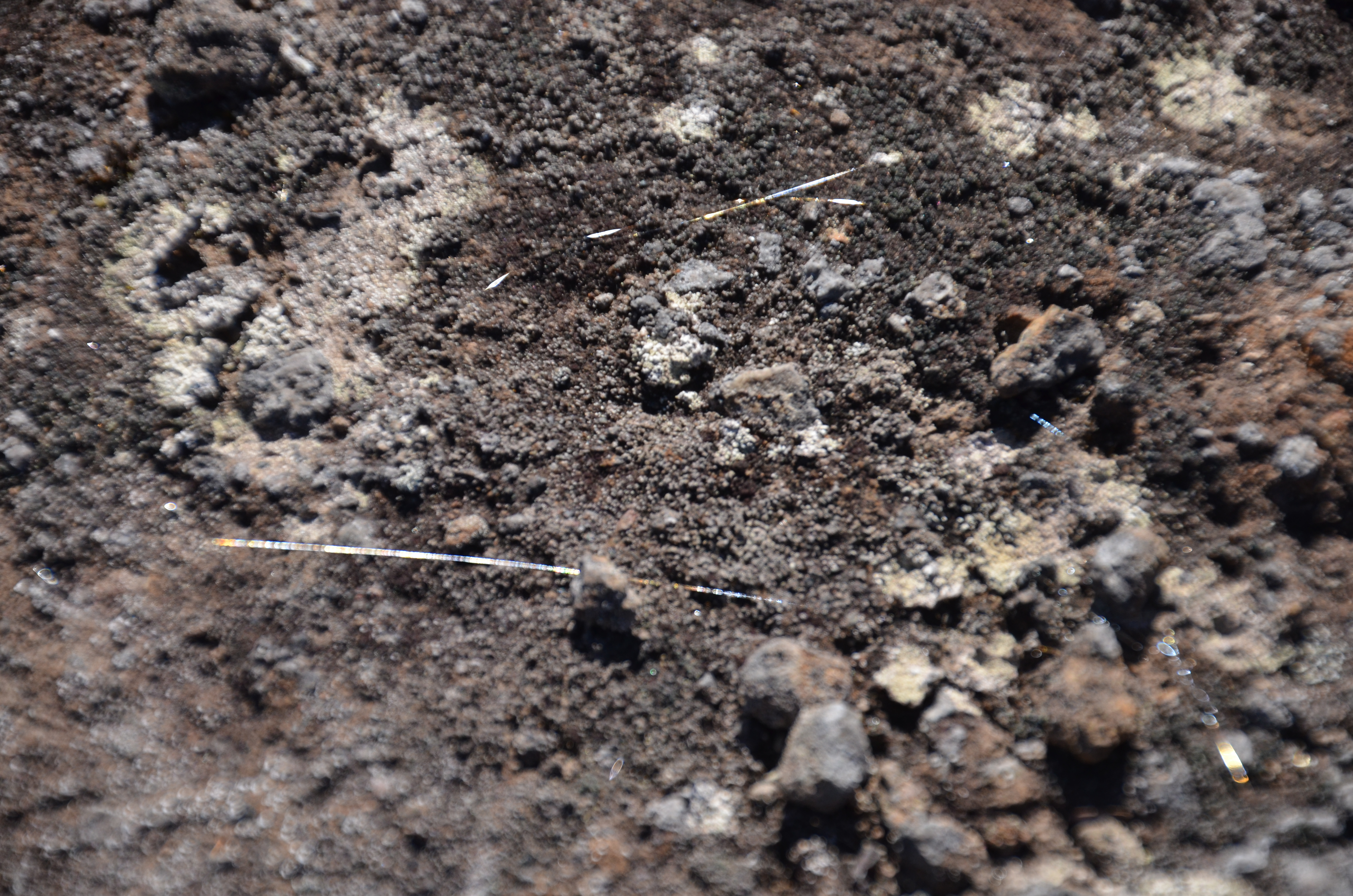
Einzelne Fäden, die nur durch die Reflexion des Sonnenlichtes erkennbar sind
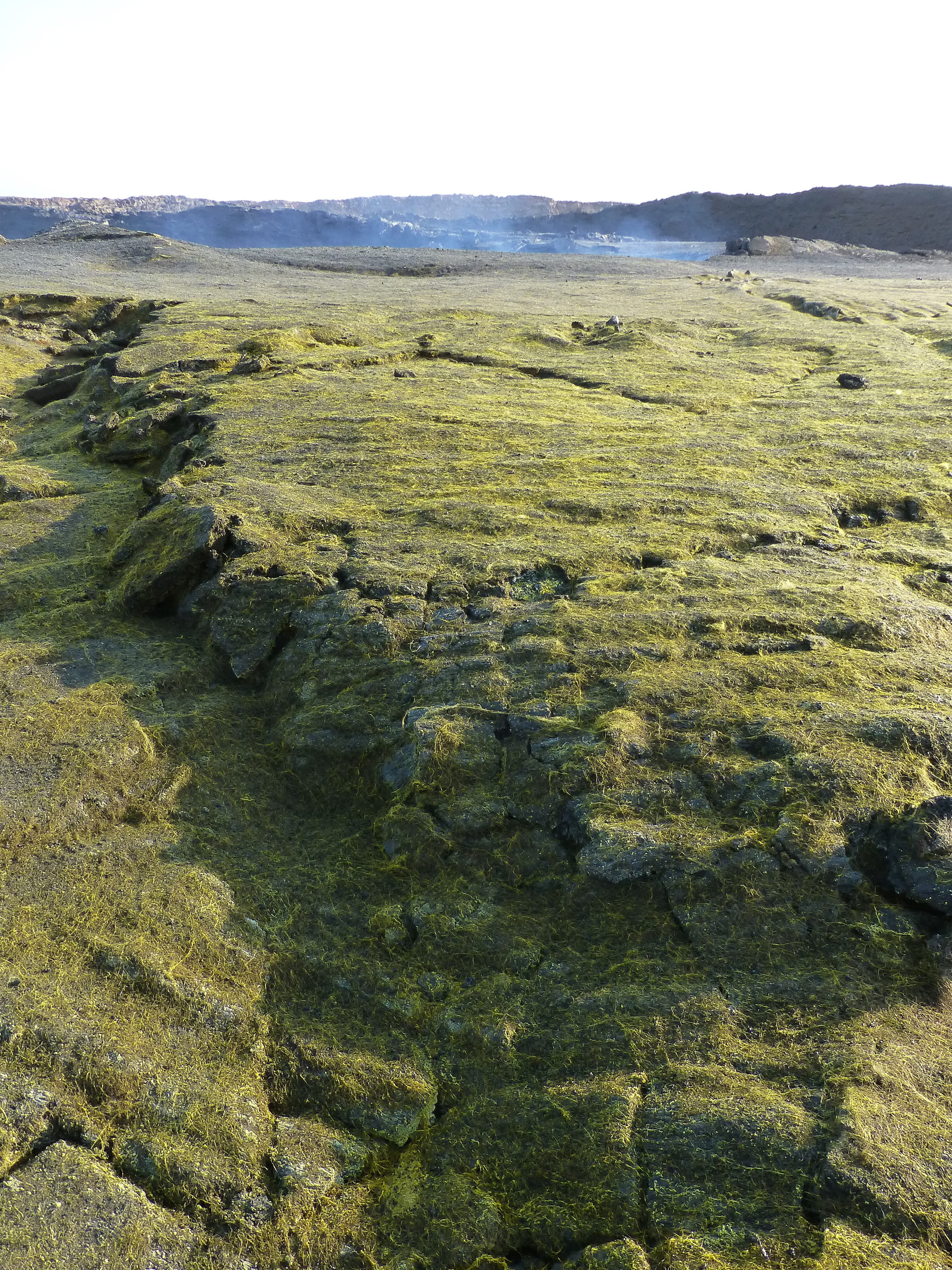
Deutlich gelb gefärbte dünne Schicht von Pele-Haar am Erta Ale
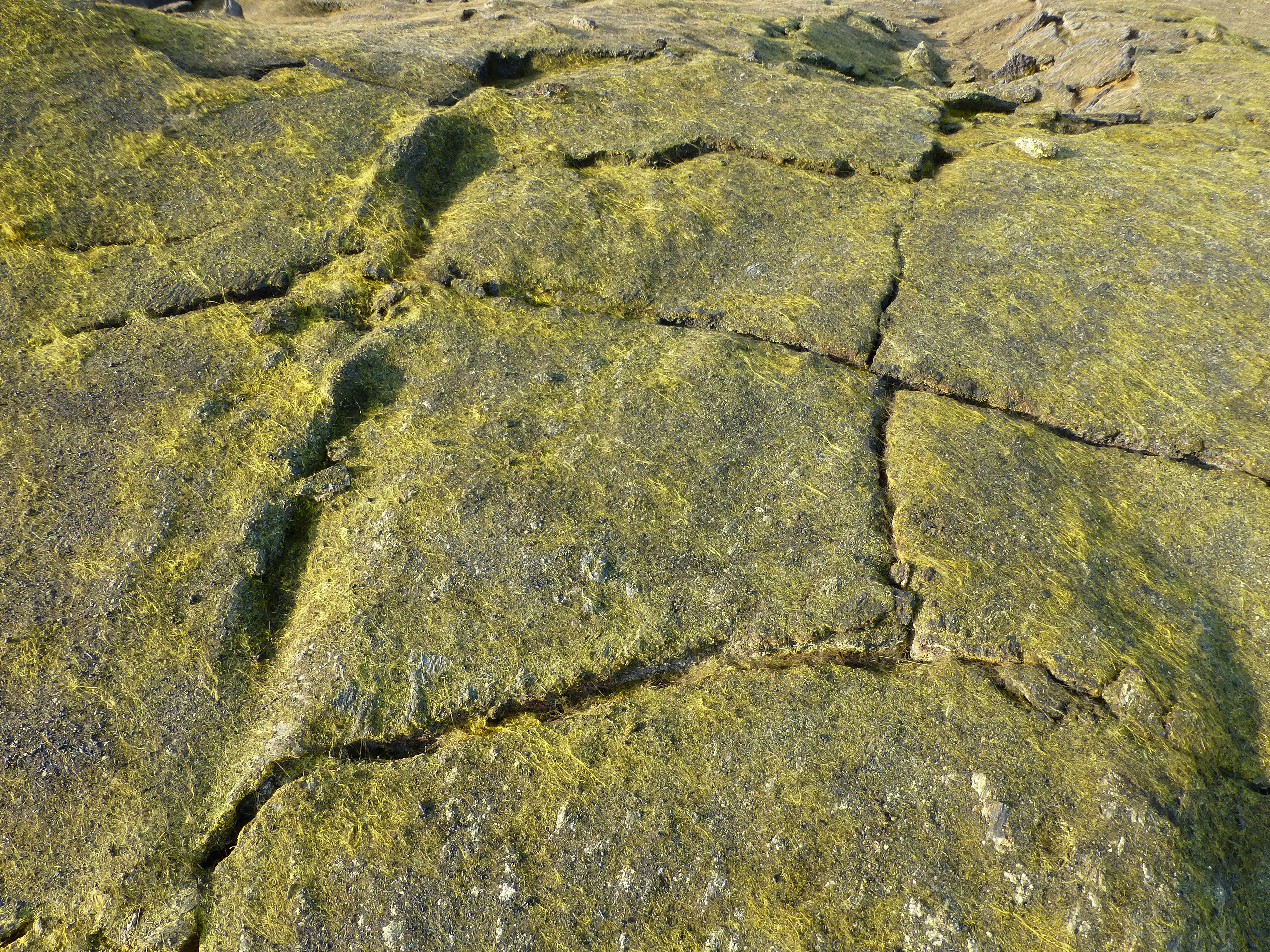
Detailaufnahme vom Erta Ale
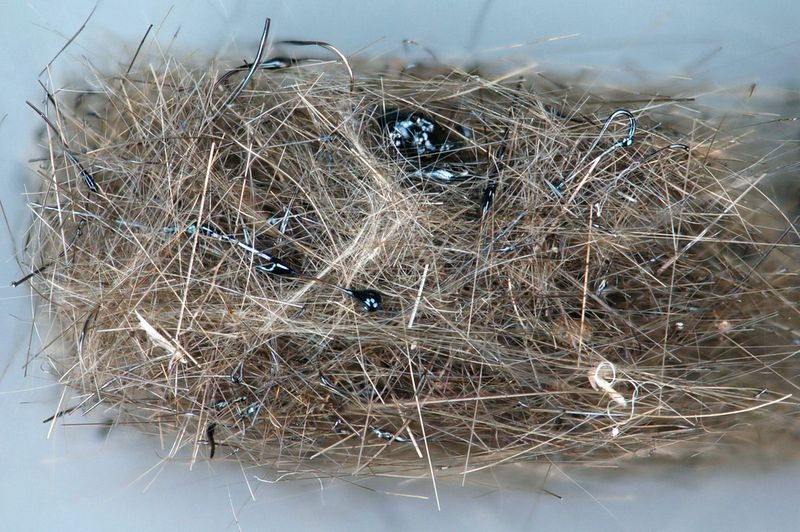
Peles Haar mit Peles Tränen
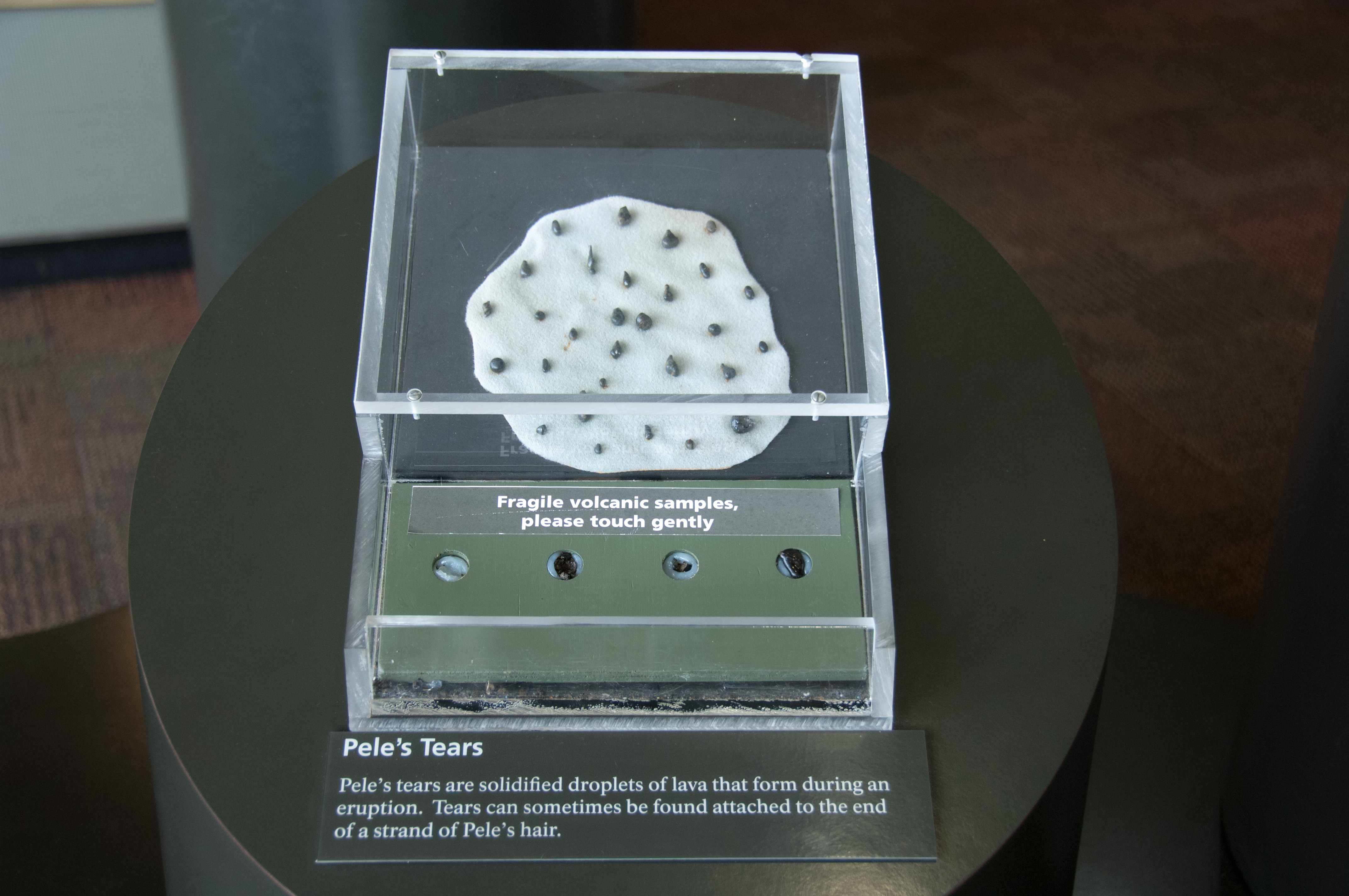
Peletränen als Exponat im ehemaligen Jaggar-Museum auf dem Kīlauea
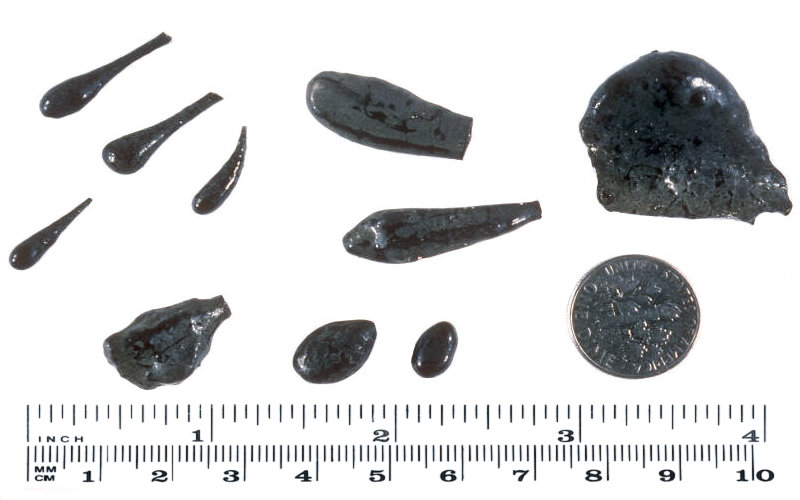
Sammlung von Peles Tränen, mit US-Dime und Messskala zum Vergleich